# 5e étape du Tour de France Femmes 2024
Pour un article plus général, voir Tour de France Femmes 2024.
La 5e étape du Tour de France Femmes 2024 se déroule le jeudi 15 août 2024 entre Bastogne (en Belgique) et Amnéville, sur une distance de 152,5 kilomètres.

## Déroulement de la course
Loes Adegeest est la première échappée à quatre-vingt kilomètres de l'arrivée. Elle est rejointe dix kilomètres plus tard par Julie Van de Velde et Fem van Empel. Plusieurs coureuses tentent ensuite de partir en poursuite, mais sans succès : Maaike Coljé, Alice Towers puis Maëva Squiban. L'avance maximale de l'échappée est de deux minutes quarante-cinq. Dans les vingt derniers kilomètres, Van de Velde lâche ses compagnons de fuite, mais elles se regroupent rapidement.
Le fait marquant de ce Tour 2024 a lieu à six kilomètres de l'arrivée à Amnéville. Une importante chute dans le premier tiers du peloton met à terre de nombreuses coureuses dont la porteuse du maillot jaune Demi Vollering. Elle met du temps à repartir et ses coéquipières ne l'attendent pas, à cause de problèmes d'oreillettes selon ces dernières. L'échappée est reprise à deux kilomètres de l'arrivée. Seules Blanka Vas, Katarzyna Niewiadoma, Liane Lippert, Kristen Faulkner, Emma Norsgaard, Chloé Dygert, Lucinda Brand  et Cédrine Kerbaol sont à l'avant de la course. Dans le dernier kilomètre, Niewiadoma puis Faulkner tentent de partir, mais c'est Blanka Vas qui remporte le sprint. Demi Vollering perd 1 min 47 s et doit céder sa place de leader du général à Katarzyna Niewiadoma,.

## Résultats

### Classement de l'étape
| Classement de la 5e étape | Classement de la 5e étape | Classement de la 5e étape | Classement de la 5e étape | Classement de la 5e étape |
|                           | Coureur                   | Pays                      | Équipe                    | Temps                     |
| ------------------------- | ------------------------- | ------------------------- | ------------------------- | ------------------------- |
| 1er                       | Blanka Vas                | Hongrie                   | SD Worx-Protime           | en 3 h 46 min 51 s        |
| 2e                        | Katarzyna Niewiadoma      | Pologne                   | Canyon-SRAM Racing        | + 0 s                     |
| 3e                        | Liane Lippert             | Allemagne                 | Movistar Team             | + 0 s                     |
| 4e                        | Kristen Faulkner          | États-Unis                | EF-Oatly-Cannondale       | + 0 s                     |
| 5e                        | Emma Norsgaard Bjerg      | Danemark                  | Movistar Team             | + 8 s                     |
| 6e                        | Lucinda Brand             | Pays-Bas                  | Lidl-Trek                 | + 11 s                    |
| 7e                        | Cédrine Kerbaol           | France                    | Ceratizit-WNT Pro Cycling | + 11 s                    |
| 8e                        | Lorena Wiebes             | Pays-Bas                  | SD Worx-Protime           | + 28 s                    |
| 9e                        | Marianne Vos              | Pays-Bas                  | Team Visma-Lease a Bike   | + 28 s                    |
| 10e                       | Évita Muzic               | France                    | FDJ-Suez                  | + 28 s                    |
| modifier                  |                           |                           |                           |                           |

### Bonifications en temps
|   | Coureur            | Pays     | Équipe                  | Secondes |
| - | ------------------ | -------- | ----------------------- | -------- |
| 1 | Julie Van de Velde | Belgique | AG Insurance-Soudal     | 6 s      |
| 2 | Loes Adegeest      | Pays-Bas | FDJ-Suez                | 4 s      |
| 3 | Fem van Empel      | Pays-Bas | Team Visma-Lease a Bike | 2 s      |

|   | Coureur              | Pays      | Équipe             | Secondes |
| - | -------------------- | --------- | ------------------ | -------- |
| 1 | Blanka Vas           | Hongrie   | SD Worx-Protime    | 10 s     |
| 2 | Katarzyna Niewiadoma | Pologne   | Canyon-SRAM Racing | 6 s      |
| 3 | Liane Lippert        | Allemagne | Movistar Team      | 4 s      |

### Points attribués
| Sprint intermédiaire Mercy-le-Haut (km 105,8) | Sprint intermédiaire Mercy-le-Haut (km 105,8) | Sprint intermédiaire Mercy-le-Haut (km 105,8) | Sprint intermédiaire Mercy-le-Haut (km 105,8) | Sprint intermédiaire Mercy-le-Haut (km 105,8) |
| --------------------------------------------- | --------------------------------------------- | --------------------------------------------- | --------------------------------------------- | --------------------------------------------- |
|                                               | Coureur                                       | Pays                                          | Équipe                                        | Point(s)                                      |
| 1er                                           | Julie Van de Velde                            | Belgique                                      | AG Insurance-Soudal                           | 25                                            |
| 2e                                            | Loes Adegeest                                 | Pays-Bas                                      | FDJ-Suez                                      | 20                                            |
| 3e                                            | Fem van Empel                                 | Pays-Bas                                      | Team Visma-Lease a Bike                       | 17                                            |
| 4e                                            | Maëva Squiban                                 | France                                        | Arkéa-B&B Hotels                              | 15                                            |
| 5e                                            | Lorena Wiebes                                 | Pays-Bas                                      | SD Worx-Protime                               | 13                                            |
| 6e                                            | Marianne Vos                                  | Pays-Bas                                      | Team Visma-Lease a Bike                       | 11                                            |
| 7e                                            | Rachele Barbieri                              | Italie                                        | Team dsm-firmenich PostNL                     | 10                                            |
| 8e                                            | Mischa Bredewold                              | Pays-Bas                                      | SD Worx-Protime                               | 9                                             |
| 9e                                            | Anna Henderson                                | Royaume-Uni                                   | Team Visma-Lease a Bike                       | 8                                             |
| 10e                                           | Amber Pate                                    | Australie                                     | Liv-AlUla-Jayco                               | 7                                             |
| 11e                                           | Femke de Vries                                | Pays-Bas                                      | Team Visma-Lease a Bike                       | 6                                             |
| 12e                                           | Anouska Koster                                | Pays-Bas                                      | Uno-X Mobility                                | 5                                             |
| 13e                                           | Chloé Dygert                                  | États-Unis                                    | Canyon-SRAM Racing                            | 4                                             |
| 14e                                           | Ellen van Dijk                                | Pays-Bas                                      | Lidl-Trek                                     | 3                                             |
| 15e                                           | Magdeleine Vallières                          | Canada                                        | EF-Oatly-Cannondale                           | 2                                             |
| modifier                                      |                                               |                                               |                                               |                                               |

| Arrivée d'étape Amnéville (km 152,5) | Arrivée d'étape Amnéville (km 152,5) | Arrivée d'étape Amnéville (km 152,5) | Arrivée d'étape Amnéville (km 152,5) | Arrivée d'étape Amnéville (km 152,5) |
| ------------------------------------ | ------------------------------------ | ------------------------------------ | ------------------------------------ | ------------------------------------ |
|                                      | Coureur                              | Pays                                 | Équipe                               | Point(s)                             |
| 1er                                  | Blanka Vas                           | Hongrie                              | SD Worx-Protime                      | 50                                   |
| 2e                                   | Katarzyna Niewiadoma                 | Pologne                              | Canyon-SRAM Racing                   | 30                                   |
| 3e                                   | Liane Lippert                        | Allemagne                            | Movistar Team                        | 20                                   |
| 4e                                   | Kristen Faulkner                     | États-Unis                           | EF-Oatly-Cannondale                  | 18                                   |
| 5e                                   | Emma Norsgaard Bjerg                 | Danemark                             | Movistar Team                        | 16                                   |
| 6e                                   | Lucinda Brand                        | Pays-Bas                             | Lidl-Trek                            | 14                                   |
| 7e                                   | Cédrine Kerbaol                      | France                               | Ceratizit-WNT Pro Cycling            | 12                                   |
| 8e                                   | Lorena Wiebes                        | Pays-Bas                             | SD Worx-Protime                      | 10                                   |
| 9e                                   | Marianne Vos                         | Pays-Bas                             | Team Visma-Lease a Bike              | 8                                    |
| 10e                                  | Évita Muzic                          | France                               | FDJ-Suez                             | 7                                    |
| 11e                                  | Karlijn Swinkels                     | Pays-Bas                             | UAE Team ADQ                         | 6                                    |
| 12e                                  | Elisa Balsamo                        | Italie                               | Lidl-Trek                            | 5                                    |
| 13e                                  | Catalina Soto                        | Chili                                | Laboral Kutxa-Fundación Euskadi      | 4                                    |
| 14e                                  | Silke Smulders                       | Pays-Bas                             | Liv-AlUla-Jayco                      | 3                                    |
| 15e                                  | Juliette Labous                      | France                               | Team dsm-firmenich PostNL            | 2                                    |
| modifier                             |                                      |                                      |                                      |                                      |

### Cols et côtes
| Côte de Hotte (km 14,1) 3e catégorie (1,2 km à 7,9 %) | Côte de Hotte (km 14,1) 3e catégorie (1,2 km à 7,9 %) | Côte de Hotte (km 14,1) 3e catégorie (1,2 km à 7,9 %) | Côte de Hotte (km 14,1) 3e catégorie (1,2 km à 7,9 %) | Côte de Hotte (km 14,1) 3e catégorie (1,2 km à 7,9 %) |
| ----------------------------------------------------- | ----------------------------------------------------- | ----------------------------------------------------- | ----------------------------------------------------- | ----------------------------------------------------- |
|                                                       | Coureur                                               | Pays                                                  | Équipe                                                | Point(s)                                              |
| 1er                                                   | Elena Pirrone                                         | Italie                                                | Roland                                                | 3                                                     |
| 2e                                                    | Michaela Drummond                                     | Nouvelle-Zélande                                      | Arkéa-B&B Hotels                                      | 2                                                     |
| 3e                                                    | Silvia Persico                                        | Italie                                                | UAE Team ADQ                                          | 1                                                     |
| modifier                                              |                                                       |                                                       |                                                       |                                                       |

| Côte de Saint-Pancré (km 69,6) 4e catégorie (1,5 km à 3,9 %) | Côte de Saint-Pancré (km 69,6) 4e catégorie (1,5 km à 3,9 %) | Côte de Saint-Pancré (km 69,6) 4e catégorie (1,5 km à 3,9 %) | Côte de Saint-Pancré (km 69,6) 4e catégorie (1,5 km à 3,9 %) | Côte de Saint-Pancré (km 69,6) 4e catégorie (1,5 km à 3,9 %) |
| ------------------------------------------------------------ | ------------------------------------------------------------ | ------------------------------------------------------------ | ------------------------------------------------------------ | ------------------------------------------------------------ |
|                                                              | Coureur                                                      | Pays                                                         | Équipe                                                       | Point(s)                                                     |
| 1er                                                          | Puck Pieterse                                                | Pays-Bas                                                     | Fenix-Deceuninck                                             | 2                                                            |
| 2e                                                           | Justine Ghekiere                                             | Belgique                                                     | AG Insurance-Soudal                                          | 1                                                            |
| modifier                                                     |                                                              |                                                              |                                                              |                                                              |

| Côte de Fermont (km 79) 4e catégorie (1,5 km à 4,6 %) | Côte de Fermont (km 79) 4e catégorie (1,5 km à 4,6 %) | Côte de Fermont (km 79) 4e catégorie (1,5 km à 4,6 %) | Côte de Fermont (km 79) 4e catégorie (1,5 km à 4,6 %) | Côte de Fermont (km 79) 4e catégorie (1,5 km à 4,6 %) |
| ----------------------------------------------------- | ----------------------------------------------------- | ----------------------------------------------------- | ----------------------------------------------------- | ----------------------------------------------------- |
|                                                       | Coureur                                               | Pays                                                  | Équipe                                                | Point(s)                                              |
| 1er                                                   | Loes Adegeest                                         | Pays-Bas                                              | FDJ-Suez                                              | 2                                                     |
| 2e                                                    | Silvia Persico                                        | Italie                                                | UAE Team ADQ                                          | 1                                                     |
| modifier                                              |                                                       |                                                       |                                                       |                                                       |

| Côte de Briey (km 125) 4e catégorie (1,1 km à 4,4 %) | Côte de Briey (km 125) 4e catégorie (1,1 km à 4,4 %) | Côte de Briey (km 125) 4e catégorie (1,1 km à 4,4 %) | Côte de Briey (km 125) 4e catégorie (1,1 km à 4,4 %) | Côte de Briey (km 125) 4e catégorie (1,1 km à 4,4 %) |
| ---------------------------------------------------- | ---------------------------------------------------- | ---------------------------------------------------- | ---------------------------------------------------- | ---------------------------------------------------- |
|                                                      | Coureur                                              | Pays                                                 | Équipe                                               | Point(s)                                             |
| 1er                                                  | Fem van Empel                                        | Pays-Bas                                             | Team Visma-Lease a Bike                              | 2                                                    |
| 2e                                                   | Loes Adegeest                                        | Pays-Bas                                             | FDJ-Suez                                             | 1                                                    |
| modifier                                             |                                                      |                                                      |                                                      |                                                      |

| \| Côte de Montois-la-Montagne (km 137,3) 4e catégorie (1,7 km à 6,0 %) \| Côte de Montois-la-Montagne (km 137,3) 4e catégorie (1,7 km à 6,0 %) \| Côte de Montois-la-Montagne (km 137,3) 4e catégorie (1,7 km à 6,0 %) \| Côte de Montois-la-Montagne (km 137,3) 4e catégorie (1,7 km à 6,0 %) \| Côte de Montois-la-Montagne (km 137,3) 4e catégorie (1,7 km à 6,0 %) \| \| -------------------------------------------------------------------- \| -------------------------------------------------------------------- \| -------------------------------------------------------------------- \| -------------------------------------------------------------------- \| -------------------------------------------------------------------- \| \| \| Coureur \| Pays \| Équipe \| Point(s) \| \| 1er \| Fem van Empel \| Pays-Bas \| Team Visma-Lease a Bike \| 2 \| \| 2e \| Julie Van de Velde \| Belgique \| AG Insurance-Soudal \| 1 \| \| modifier \| \| \| \| \| |                    |          |                         |          |
| Côte de Montois-la-Montagne (km 137,3) 4e catégorie (1,7 km à 6,0 %) |                    |          |                         |          |
| | Coureur            | Pays     | Équipe                  | Point(s) |
| 1er | Fem van Empel      | Pays-Bas | Team Visma-Lease a Bike | 2        |
| 2e | Julie Van de Velde | Belgique | AG Insurance-Soudal     | 1        |
| modifier |                    |          |                         |          |

### Prix de la combativité
- Loes Adegeest (FDJ-Suez)

## Classements à l'issue de l'étape

### Classement général
| Classement général | Classement général   | Classement général | Classement général        | Classement général  |
|                    | Coureur              | Pays               | Équipe                    | Temps               |
| ------------------ | -------------------- | ------------------ | ------------------------- | ------------------- |
| 1er                | Katarzyna Niewiadoma | Pologne            | Canyon-SRAM Racing        | en 11 h 27 min 29 s |
| 2e                 | Kristen Faulkner     | États-Unis         | EF-Oatly-Cannondale       | + 19 s              |
| 3e                 | Puck Pieterse        | Pays-Bas           | Fenix-Deceuninck          | + 22 s              |
| 4e                 | Cédrine Kerbaol      | France             | Ceratizit-WNT Pro Cycling | + 47 s              |
| 5e                 | Juliette Labous      | France             | Team dsm-firmenich PostNL | + 56 s              |
| 6e                 | Thalita de Jong      | Pays-Bas           | Lotto Dstny Ladies        | + 1 min 4 s         |
| 7e                 | Shirin van Anrooij   | Pays-Bas           | Lidl-Trek                 | + 1 min 7 s         |
| 8e                 | Pauliena Rooijakkers | Pays-Bas           | Fenix-Deceuninck          | + 1 min 8 s         |
| 9e                 | Demi Vollering       | Pays-Bas           | SD Worx-Protime           | + 1 min 19 s        |
| 10e                | Liane Lippert        | Allemagne          | Movistar Team             | + 1 min 20 s        |
| modifier           |                      |                    |                           |                     |

| Classement par points | Classement par points | Classement par points | Classement par points     | Classement par points |
| --------------------- | --------------------- | --------------------- | ------------------------- | --------------------- |
|                       | Coureur               | Pays                  | Équipe                    | Point(s)              |
| 1er                   | Charlotte Kool        | Pays-Bas              | Team dsm-firmenich PostNL | 120 points            |
| 2e                    | Marianne Vos          | Pays-Bas              | Team Visma-Lease a Bike   | 95 pts                |
| 3e                    | Lorena Wiebes         | Pays-Bas              | SD Worx-Protime           | 79 pts                |
| 4e                    | Katarzyna Niewiadoma  | Pologne               | Canyon-SRAM Racing        | 58 pts                |
| 5e                    | Blanka Vas            | Hongrie               | SD Worx-Protime           | 57 pts                |
| 6e                    | Demi Vollering        | Pays-Bas              | SD Worx-Protime           | 45 pts                |
| 7e                    | Anniina Ahtosalo      | Finlande              | Uno-X Mobility            | 43 pts                |
| 8e                    | Fem van Empel         | Pays-Bas              | Team Visma-Lease a Bike   | 41 pts                |
| 9e                    | Elisa Balsamo         | Italie                | Lidl-Trek                 | 41 pts                |
| 10e                   | Puck Pieterse         | Pays-Bas              | Fenix-Deceuninck          | 37 pts                |
| modifier              |                       |                       |                           |                       |

| Classement de la meilleure grimpeuse | Classement de la meilleure grimpeuse | Classement de la meilleure grimpeuse | Classement de la meilleure grimpeuse | Classement de la meilleure grimpeuse |
| ------------------------------------ | ------------------------------------ | ------------------------------------ | ------------------------------------ | ------------------------------------ |
|                                      | Coureur                              | Pays                                 | Équipe                               | Point(s)                             |
| 1er                                  | Puck Pieterse                        | Pays-Bas                             | Fenix-Deceuninck                     | 12 points                            |
| 2e                                   | Silvia Persico                       | Italie                               | UAE Team ADQ                         | 11 pts                               |
| 3e                                   | Yara Kastelijn                       | Pays-Bas                             | Fenix-Deceuninck                     | 8 pts                                |
| 4e                                   | Justine Ghekiere                     | Belgique                             | AG Insurance-Soudal                  | 6 pts                                |
| 5e                                   | Katarzyna Niewiadoma                 | Pologne                              | Canyon-SRAM Racing                   | 6 pts                                |
| 6e                                   | Fem van Empel                        | Pays-Bas                             | Team Visma-Lease a Bike              | 4 pts                                |
| 7e                                   | Demi Vollering                       | Pays-Bas                             | SD Worx-Protime                      | 4 pts                                |
| 8e                                   | Elena Pirrone                        | Italie                               | Roland                               | 3 pts                                |
| 9e                                   | Loes Adegeest                        | Pays-Bas                             | FDJ-Suez                             | 3 pts                                |
| 10e                                  | Cristina Tonetti                     | Italie                               | Laboral Kutxa-Fundación Euskadi      | 2 pts                                |
| modifier                             |                                      |                                      |                                      |                                      |

| Classement général de la meilleure jeune | Classement général de la meilleure jeune | Classement général de la meilleure jeune | Classement général de la meilleure jeune | Classement général de la meilleure jeune |
|                                          | Coureur                                  | Pays                                     | Équipe                                   | Temps                                    |
| ---------------------------------------- | ---------------------------------------- | ---------------------------------------- | ---------------------------------------- | ---------------------------------------- |
| 1er                                      | Puck Pieterse                            | Pays-Bas                                 | Fenix-Deceuninck                         | en 11 h 27 min 51 s                      |
| 2e                                       | Shirin van Anrooij                       | Pays-Bas                                 | Lidl-Trek                                | + 45 s                                   |
| 3e                                       | Marion Bunel                             | France                                   | St Michel-Mavic-Auber93                  | + 3 min 39 s                             |
| 4e                                       | Fem van Empel                            | Pays-Bas                                 | Team Visma-Lease a Bike                  | + 4 min 23 s                             |
| 5e                                       | Neve Bradbury                            | Australie                                | Canyon-SRAM Racing                       | + 5 min 44 s                             |
| 6e                                       | Francesca Barale                         | Italie                                   | Team dsm-firmenich PostNL                | + 11 min 17 s                            |
| 7e                                       | Maëva Squiban                            | France                                   | Arkéa-B&B Hotels                         | + 13 min 55 s                            |
| 8e                                       | Linda Riedmann                           | Allemagne                                | Team Visma-Lease a Bike                  | + 14 min 33 s                            |
| 9e                                       | Camille Fahy                             | France                                   | St Michel-Mavic-Auber93                  | + 15 min 8 s                             |
| 10e                                      | Ilse Pluimers                            | Pays-Bas                                 | AG Insurance-Soudal                      | + 19 min 15 s                            |
| modifier                                 |                                          |                                          |                                          |                                          |

| Classement par équipes | Classement par équipes  | Classement par équipes | Classement par équipes |
|                        | Équipe                  | Pays                   | Temps                  |
| ---------------------- | ----------------------- | ---------------------- | ---------------------- |
| 1re                    | Lidl-Trek               | États-Unis             | en 34 h 26 min 1 s     |
| 2e                     | Movistar Team           | Espagne                | + 1 min 50 s           |
| 3e                     | AG Insurance-Soudal     | Belgique               | + 2 min 28 s           |
| 4e                     | Team Visma-Lease a Bike | Pays-Bas               | + 3 min 22 s           |
| 5e                     | FDJ-Suez                | France                 | + 3 min 28 s           |
| 6e                     | Fenix-Deceuninck        | Belgique               | + 3 min 43 s           |
| 7e                     | Uno-X Mobility          | Norvège                | + 5 min 10 s           |
| 8e                     | SD Worx-Protime         | Pays-Bas               | + 7 min 16 s           |
| 9e                     | EF-Oatly-Cannondale     | États-Unis             | + 8 min 14 s           |
| 10e                    | Liv-AlUla-Jayco         | Australie              | + 9 min 25 s           |
| modifier               |                         |                        |                        |

## Abandons
Trois coureuses ont abandonné au cours de l'étape : 
- Pfeiffer Georgi (Team dsm-firmenich PostNL) : abandon
- Magdeleine Vallières (EF-Oatly-Cannondale) : abandon
- Špela Kern (Cofidis) : abandon